# Intégration neuro-émotionnelle par les mouvements oculaires
L'intégration neuro-émotionnelle par les mouvements oculaires ou plus couramment EMDR, d'après l'anglais eye movement desensitization and reprocessing, est un type d'intervention à visée psychothérapeutique mis au point par Francine Shapiro à partir de 1987. Elle est utilisée aujourd'hui comme un des traitements pour la prise en charge du trouble de stress post-traumatique (TSPT).
La particularité de l’EMDR réside dans la stimulation sensorielle généralement appliquée sous une forme bilatérale alternée et le plus souvent par le biais des mouvements oculaires. On parle alors de « stimulation bilatérale alternée » ou SBA.

## Origine et découverte
La thérapie EMDR est mise au point à la fin des années 1980 par une Américaine, Francine Shapiro, qui a découvert l'effet bénéfique des mouvements oculaires au cours d'une promenade dans un parc en 1987. Ainsi, elle utilise ce constat dans sa thèse doctorale en psychologie comportementale, puis elle publie sa première description de l'EMDR. Depuis, elle consacre sa carrière à la promotion et à la diffusion de cette thérapie. 
En 1994, Francine Shapiro reçoit l'Award for Distinguished Scientific Achievement in Psychology. En 2002, elle se voit décerner le prix Sigmund-Freud par l'Association mondiale de psychothérapie et par la ville de Vienne.
Si la découverte de l’EMDR est très récente (1987), cette technique n’est pas sans lien avec des techniques plus anciennes de réadaptation visuelle utilisée pour leurs bénéfices comportementaux et cognitifs, comme l’optométrie cognitive américaine ou l’optométrie comportementale initiée par A.M. Skeffington à partir des années 1920. En France, une telle perspective a été initiée par le neuropédagogue Georges Quertant (1894-1964) au cours des années 1930 et 1940 avec une méthode originale de thérapie visuelle comportementale.

## Principes de la thérapie
La thérapie EMDR repose sur le constat que le simple fait de parler d'un traumatisme n'est pas suffisant. Une personne traumatisée ne souhaite d'ailleurs pas évoquer le cœur de la scène traumatique dans la crainte d'être sur-traumatisée. L'EMDR se fonde donc sur un protocole sécurisant accompagnant le patient dans son rappel du traumatisme. Ce rappel du trauma ne sollicite pas seulement le registre verbal mais tous les registres représentatifs : perceptions, cognitions, émotions, sensations corporelles.
Francine Shapiro a créé le concept TAI, pour traitement adaptatif de l'information, qui suppose que l'individu intègre ses expériences actuelles (les informations sensorielles et cognitives entre autres) à la somme de ses expériences passées. Le traumatisme correspond dans ce modèle à des informations que l'individu échoue à intégrer et donc en une mise en échec du système TAI. Les informations mal traitées (celles relatives au trauma) se présentent ainsi régulièrement et spontanément à la mémoire du patient dans leur état d'origine, aussi longtemps que ce traitement de l'information ne s'est pas effectué de manière acceptable et compatible avec le psychisme du patient.
Selon une hypothèse[réf. nécessaire], en effectuant des associations libres, dans des séquences d'attention duelle, à partir de tous ces registres du noyau traumatique, des connexions mnésiques (mémoire implicite/explicite, procédurale/déclarative) et informationnelles peuvent s'établir et le patient peut dépasser l'événement traumatique. Selon une autre hypothèse[réf. nécessaire], l'association libre est insuffisante et de plus ne se manifeste pas régulièrement au cours des traitements des traumatismes psychiques par l'EMDR. Pour arriver à mettre en place des connexions susceptibles de modifier la nature du noyau traumatique, il est utile d'adjoindre une stimulation sensorielle, comme  par exemple les mouvements oculaires. Cette méthode permet donc au souvenir traumatique d'être réinséré et intégré dans le processus de synthèse de la mémoire épisodique avec le statut de souvenir révolu.
L'un des piliers de la thérapie (outre le rappel du traumatisme) est donc de faire réaliser par le patient des stimulations alternées des deux hémisphères cérébraux (dites stimulation bilatérale alternées, SBA) par exemple par le recours à des mouvements oculaires. Il a depuis été démontré que des SBA autres qu'oculaires pouvaient être employées, comme les stimuli tactiles ou sonores. En d'autres termes, le fait d’amener au cours de la séance d'EMDR le patient à conserver un état d’attention double — à la fois sur le souvenir traumatique (pareillement donc aux thérapies comportementales) et sur une SBA (visuelle, tactile, ou auditive) — a pour effet d’envoyer en direction des centres de la peur (notamment l’amygdale) des informations progressivement apaisantes. En effet, il a été prouvé que les mouvements oculaires s’accompagnent d’une activité cholinergique, c'est-à-dire de relâchement. Un lien s’établirait donc entre l’état de mal-être revécu par la personne centrée sur son souvenir et l’état de bien-être apporté par les mouvements oculaires dans un contexte sécurisant. Ce lien expliquerait le retraitement de l’information dysfonctionnelle propre aux traumatismes psychiques. Comme il existe une constante relation entre les cerveaux limbique et cognitif, une baisse de la tension émotionnelle génère une plus grande possibilité d’associer. Progressivement, la même représentation perturbante est reliée à un ensemble de pensées non génératrices d’émotions et le patient peut considérer autrement ce qui jadis était à l’origine de son trouble de stress post-traumatique (TSPD).
L'efficacité propre des mouvements oculaires bilatéraux (ou dans celle d'autres stimulations sensorielles bilatérales alternées) dans ce protocole psychothérapeutique, repose sur un modèle neurologique dans lequel l'activation alternée des hémisphères cérébraux faciliterait un travail de reconnexion des étapes du traitement de l'information (émotionnels, mnésiques, comportementaux) qui ont été dissociés par le trauma. D'autres modèles sont en discussion, amenant d'autres explications possibles à l'efficacité de l'EMDR[réf. nécessaire].

## Protocole
La thérapie EMDR utilise un protocole de traitement codifié en 8 phases :	
1. Diagnostic et planification : la première phase de la thérapie consiste à s'assurer que l'EMDR est un traitement adapté au patient. Un aspect de cette évaluation concerne la capacité de la personne à faire face aux souvenirs de l'événement traumatisant qui seront ravivés pendant la thérapie. Le thérapeute prépare alors avec le patient un plan de traitement ;.
2. Préparation et relaxation : le thérapeute doit ensuite préparer son patient à l'EMDR en lui expliquant le déroulement de la thérapie. Il s'assure que le patient maîtrise quelques techniques de relaxation et est capable de contrôler les émotions succédant à une expérience désagréable ;
3. Évaluation : la phase suivante permet de déterminer les souvenirs qui feront l'objet du traitement. Pour chaque événement traumatisant conscient ou chaque situation anxiogène dans le présent, liée à un événement traumatisant, conscient ou non, le patient doit choisir une image qui représente l'événement ou la situation, une idée négative associée à l'événement (« cognition négative ») et une idée susceptible d'élever l'estime de soi (« cognition positive »). Le patient évalue alors la validité de l'idée positive sur une échelle numérique. Il associe également l'image anxiogène et l'idée négative et évalue l'ampleur de sa détresse sur une échelle numérique (de 0 - tout va bien à 10 - détresse intense). Cette détresse émotionnelle se traduit par un malaise physique qu'il est invité à localiser sur son corps ;
4. Désensibilisation : le patient se fixe sur l'image traumatisante, l'idée négative et le ressenti corporel. Le thérapeute lui demande de suivre en même temps avec les yeux ses doigts ou un point lumineux qu'il déplace dans l'espace alternativement d'un côté à un autre. D'autres stimuli (bruits successifs à gauche et à droite, claquement des doigts, stimulation tactile, etc.) peuvent être également utilisés lors de cette phase. Le patient est encouragé à suivre les associations mentales qui se font naturellement pendant cet exercice et ce sont ces associations progressives qui sont censées être au cœur du traitement, par exemple en ramenant à la conscience des événements oubliés. Cette phase du traitement continue jusqu'à ce que le patient évalue sa détresse à 0 ou à 1 sur l'échelle introduite lors de la phase précédente ;
5. Ancrage : la phase suivante vise à associer l'idée positive à ce qu'il reste du souvenir de l'événement traumatisant. Quand l'évaluation de la détresse atteint 1 ou 0, le thérapeute demande au patient de penser à l'objectif fixé en début de séance. Les mouvements oculaires continuent jusqu'à ce que le patient évalue la validité de la cognition positive à 6 ou à 7 sur la première échelle utilisée durant la phase 3. Les étapes 3 à 5 recommencent à chaque séance pour une nouvelle image traumatisante ;
6. Bilan corporel (body-scan) : le patient garde à l'esprit l'événement traumatisant et l'idée positive à laquelle il a été associé durant la phase précédente et passe en revue systématiquement ses sensations corporelles. Le but de cette phase est de repérer des « tensions » ou des « sensations négatives » qui subsisteraient et d'aider à les dissiper toujours à l'aide de séries de mouvements oculaires ;
7. Conclusion : à la fin d'une séance, le thérapeute doit faire en sorte que son patient se trouve dans un état émotionnel stable, que le traitement soit terminé ou non. Il prépare également son patient à réagir correctement (relaxation, etc.), au cas où le souvenir de l'expérience traumatisante surgirait entre les séances ;
8. Réévaluation : au début de la séance suivante le thérapeute demande au patient de repenser au but fixé lors de la séance précédente. En fonction des réactions du patient, il évalue l'effet de la thérapie et adapte son déroulement en conséquence. Vers la fin de la thérapie, le patient est invité à tenir un journal concernant les souvenirs travaillés pendant les séances et les associations qui lui viennent à l'esprit en dehors des séances.

## Indications
La thérapie EMDR s’adresse à toute personne (du bébé à l’adulte) souffrant de perturbations émotionnelles généralement liées à des traumatismes psychologiques. Il peut s’agir de traumatismes tels les violences physiques et psychologiques, les abus sexuels, les accidents graves, les décès, les maladies graves, les incendies, les catastrophes naturelles, les situations de guerre et attentats, etc. Il peut s’agir aussi d’événements de vie difficiles sources d’émotions ou de comportements inadaptés ou excessifs dans la vie quotidienne (enfance perturbée, séparations, interruption de grossesse, deuils, difficultés professionnelles, etc.). Son intérêt a été plus particulièrement étudié et évalué dans la prise en charge des troubles de stress post-traumatique,,, et fait l'objet d'une attention particulière en France dans le cadre de la prise en charge des militaires souffrant d'ESPT, chez lesquels il a été remarqué l'effet aggravant des trauma psychiques répétés dans les situations de combat.

## Diffusion
Cette technique de soins est mentionnée par l'Institut national de la santé et de la recherche médicale (Inserm) en 2004,, l'Association américaine de psychiatrie en 2004, la Haute Autorité de santé en 2007, l'Organisation mondiale de la santé en 2013.
En France, la Haute Autorité de santé considère que le traitement de choix des troubles de stress post-traumatique (TSPT) est constituée par « la thérapie cognitivo-comportementale (TCC) centrée sur le traumatisme ou la désensibilisation avec mouvements oculaires (EMDR). Tout en rappelant que l’EMDR est contre-indiquée en cas de pathologie psychotique ».
Aux États-Unis, l’EMDR fait partie de l’arsenal thérapeutique recommandé par le département des anciens combattants pour la prise en charge des TSPT survenant chez les militaires et anciens militaires.

## Évaluation de l'efficacité de l'EMDR

### Dans les états de stress post-traumatique
Plusieurs méta-analyses ont évalué l'efficacité de l'EMDR en comparaison avec d'autres techniques de prises en charge psychothérapiques, et en comparaison avec les traitements médicamenteux. Leurs conclusions sont parfois divergentes mais pointent toutes les limites méthodologiques des études qu'elles recensent, les faibles effectifs de patients, le recueil incomplet de données, et donc in fine le faible niveau de preuve qu'on peut en tirer.
Dès 1998, Michelle L. Van Etten et col. recensent 61 essais de traitement de l'ESPT. Les études comparées comprennent des traitements médicamenteux (antidépresseurs, anxiolytiques), des psychothérapies (psychothérapie cognitive et comportementale (PCC), EMDR, relaxation, hypnothérapie, et thérapie dynamique) et des groupes de contrôle (placebo, patient en liste d'attente d'une psychothérapie de soutien, etc.). Les psychothérapies ont eu des taux d'abandon de traitement significativement plus bas que les pharmacothérapies (14 % contre 32 %), l'attrition étant uniformément faible dans toutes les psychothérapies. En matière de réduction des symptômes, les psychothérapies étaient plus efficaces que les pharmacothérapies, et les deux étaient plus efficaces que dans les groupes contrôles. Parmi les psychothérapies, la PCC et l'EMDR ont été les plus efficaces, bien que la thérapie comportementale ait été significativement plus efficace que tous les traitements, y compris l'EMDR, sur la réduction des symptômes des TSPT.
En 2001, P.R. Davidson et col. méta-analysent 34 études comparant l'EMDR. Le traitement par l'EMDR a eu un effet positif par rapport à l'absence de traitement et par rapport aux traitements n'utilisant pas l'exposition à des stimulus anxieux. Cependant, aucun effet significatif n'a été trouvé lorsque l'EMDR a été comparé à d'autres techniques psychothérapiques utilisant aussi l'exposition au fait traumatique. Aucun effet incrémentiel des mouvements oculaires n'a été noté lorsque l'EMDR a été comparé à la même procédure sans eux.
En 2005, Rebekah Bradley et col. compilent 26 études jamais réanalysées jusque là, représentant 44 protocoles de soins. Elle conclut que les traitements psychothérapiques avec ré-exposition, dont l'EMDR, sont très efficaces pour réduire les symptômes dr TSPT. Pour 40 % à 70 % des patients, ces traitements psychothérapiques avec ré-exposition, dont l'EMDR, sont capables de réduire considérablement leurs symptômes ou de les rendre tels qu'ils ne constituent plus un TSPT. Mais la persistance du résultat est inconnue de 6 à 12 mois.
En 2013, Jonathan I. Bisson et col. reprennent et actualisent la méta-analyse réalisée en 2005 puis 2007, par la Cochrane Library. Ce sont 70 études réunissant 4 761 patients qui sont alors réanalysées. Il s'agit uniquement d'essais contrôlés randomisés. Dans ces essais le groupe étudié était soumis soit à une psychothérapie cognitivo-comportementale (PCC) individuelle axée sur les traumatismes, soit à l'EMDR, soit à une PCC individuelle non focalisée sur les traumatismes, soit à d'autres thérapies (thérapie de soutien, conseil non-directionnel, thérapie psychodynamique et thérapie centrée sur le présent), soit à une PCC de groupe axée sur les traumatismes, ou soit à une PCC de groupe non focalisée sur les traumatismes. Le groupe contrôle était constitué soit de patients en liste d'attente, soit d'un groupe de soins habituels pour le traitement du TSPT chronique. Le critère de jugement principal était l'évolution de la gravité des symptômes de stress post-traumatique évalués par les thérapeutes. Les conclusions de cette revue sont que les preuves pour chacune des comparaisons effectuées ont été jugées de très faible qualité. Néanmoins elle montre que la PCC individuelle axée sur les traumatismes et l'EMDR permettent de mieux réduire les symptômes du TSPT évalués par les cliniciens comparativement aux techniques de soins habituels. De même cette étude démontre que la  PCC individuelle axée sur les traumatismes et l'EMDR sont supérieurs à la PCC individuelle non focalisée sur les traumatismes entre un et quatre mois après le traitement. Bien qu'un nombre important d'études aient été incluses dans l'analyse, les conclusions restent compromises par des problèmes méthodologiques.
La thérapie EMDR a été développée principalement comme une thérapie des troubles de stress post-traumatique. Les études publiées (études de cas et essais cliniques) concernent donc principalement des patients souffrant à la suite d'un événement traumatisant. Deux populations sont particulièrement étudiées : les femmes victimes de viol et les anciens combattants, essentiellement de la guerre du Viêt Nam.

### Dans la prise en charge d'autres troubles
L'EMDR s'est avérée efficace selon certaines études ponctuelles dans le traitement d'autres troubles psychologiques développés dans le contexte d'événements de vie douloureux, comme le traitement des états de deuil, les troubles de la conduite avec agressivité des adolescents, ou les phobies dentaires. La comparaison avec l'efficacité d'autres thérapies d'orientation cognitivo-comportementale montre des effets comparables immédiatement après la période de traitement et sur le long terme (jusqu'à 15 mois de suivi),[source insuffisante]. Dans le cadre du traitement par l’EMDR d’un traumatisme psychique simple, le taux de guérison  est de l’ordre de 80 %.
La complexité de ce type d'évaluation et les limites des procédures employées ne permettent cependant pas de se prononcer d'une manière absolue pour ce qui est de l'efficacité de l'EMDR ou sur la disparition complète des symptômes à long terme. Mais selon Francine Shapiro les résultats seraient bons à court et moyen terme sur une échelle de « détresse subjective » liée à une image particulière (subjective unit of disturbance).
Les partisans de l'EMDR avancent que l'exposition au stimulus traumatisant est de courte durée contrairement à celle qui est requise au cours des thérapies cognitives et comportementales. Selon eux, la mise en relaxation du patient n'est pas une caractéristique intrinsèque de l'EMDR, pas plus que l'association libre ne s'observe systématiquement. D'après eux, l'aspect original de la technique tient dans l'utilisation de mouvements oculaires ou d'autres stimulations sensorielles agissant sur le fonctionnement neuronal. Cet aspect de la thérapie continue à faire l'objet de recherches.

### Investigations du mode d’action
Les effets de thérapies qui traitent l'ESPT sont documentés par des examens neurophysiologiques lors d’une séance d’EMDR. Des techniques par tomographie, imagerie par résonance magnétique, neuro-imagerie ou électroencéphalogramme mettent en évidence les variations de débit sanguin, le déplacement de l’activité cérébrale du système limbique aux zones corticales cognitives, ainsi que des modifications des neurones.

## Critiques

### Sur le rôle des mouvements oculaires
Francine Shapiro s’appuyant  sur les travaux de Bessel A. van der Kolk M.D,  pense que les mouvements oculaires permettent une remise en condition du sommeil paradoxal, période de rêve aussi appelée REM (rapid eye movement : mouvement oculaire rapide) où le dormeur agite frénétiquement les yeux.
Il existe une controverse sur l’origine des effets de l’EMDR, en particulier sur le rôle des mouvements oculaires. 
Selon ses partisans, l'originalité de l'EMDR est l'utilisation de mouvements oculaires rapides durant la phase d'exposition imaginaire à la situation traumatisante. Ces mouvements oculaires rappelleraient ceux que l'on enregistre durant le sommeil. Le rôle des mouvements oculaires est prépondérant dans le processus de désensibilisation et de préférence conduit d'une manière saccadée, comme le soulignait encore en 2005 Francine Shapiro au cours du 6e congrès européen de l'EMDR.
Le rôle des mouvements oculaires n’est pas établi dans tous les cas, puisqu'on peut obtenir des résultats thérapeutiques comparables avec des stimulations tactiles ou auditives. L’observation clinique dans le traitement des troubles de stress post-traumatique (TSPT) et certaines études indiquent qu’une stimulation sensorielle est nécessaire pour obtenir une désensibilisation et un retraitement des informations dysfonctionnelles. Cette stimulation peut être selon les cas visuelle, auditive, tactile. Selon l’étude faite sous la direction de David Servan-Schreiber (2006), la réponse serait optimum avec la stimulation bilatérale intermittente alternée.
La recherche s’est donc intéressée et s'intéresse encore aux composants de l’EMDR pour en expliquer les résultats. Francine Shapiro (1996, 2001) reconnaît elle-même que celles qui ont été faites « ont souffert de conditions de contrôle inadaptées, de populations de sujets inappropriées et d’un nombre de sujets inadéquat ». II est probable que d’autres facteurs que les mouvements oculaires concourent à la réussite du traitement.  
Il existe d'ailleurs d'autres techniques dérivées de l'EMDR, telles que l'EMT (eye movement technique), développée par le psychologue américain Fred Friedberg, qui permet aussi de traiter les émotions négatives non traumatiques par des moyens de stimulations bilatérales (possiblement oculaires, mais possiblement aussi avec tapotements en alternance sur les genoux).

### Autres critiques
Les critiques concernant l'EMDR estiment que nombre d'aspects de la thérapie EMDR comme l'exposition au stimulus traumatisant, la relaxation et l'association sont empruntés à d'autres méthodes classiques utilisées pour traiter les effets du stress post-traumatique. Alors que « des recherches bien contrôlées font admettre des effets thérapeutiques de cette procédure », Jacques Van Rillaer relève que « les discussions sont loin d’être closes sur son explication, du moins dans la communauté des psychologues scientifiques ».
Le psychologue Nicolas Gauvrit estime qu'il est difficile d'identifier les raisons d'une amélioration de l'état d'un patient. En effet, la demande de mouvement oculaire ne vient selon lui qu'en deuxième partie de la séance, après un « entretien diagnostique » au cours duquel « l’image traumatique est évoquée, ramenée à la surface ».
Richard McNally (en), psychologue et professeur à Harvard, estime pour sa part que les mouvements oculaires n'ont aucun effet spécifique, et que la thérapie ne doit rien à ces mouvements, ce qu'il résume par la phrase : « ce qui est efficace dans l'EMDR n'est pas nouveau, et ce qui est nouveau n'est pas efficace. ».
Le neurologue Steven Novella indique qu’à moins d’utiliser des groupes de contrôle lors des interventions en EMDR, il est impossible de savoir si la théorie neurologique la soutenant a quelque valeur que ce soit. Il estime que les explications neurologiques actuelles sont artificielles et non convaincantes. Il ajoute que jusqu’à présent la recherche clinique a été incapable d’exclure les effets placébo comme causes.

### Pratique pseudo-thérapeutique sectaire
En 2018, l'EMDR est classée par la Miviludes parmi les pratiques thérapeutiques pouvant être détournées par des mouvances sectaires.